# Theologia moralis
La Theologia Moralis è un trattato della teologia morale cattolica scritto da Alfonso Maria de' Liguori, santo e dottore della Chiesa. La prima edizione fu pubblicata in nove volumi nel 1748 e consisteva in annotazioni del trattato Medulla Theologiae Moralis di Hermann Busenbaum, teologo gesuita del XVII secolo.
Nel corso della vita di de' Liguori furono date alle stampe nove edizioni dell'opera, l'ultima delle quali, da lui ritenuta definitiva, nel 1785.
La Theologia Moralis non deve essere confusa con la Theologia moralis universa ad mentem di S. Alphonsi, un trattato del XIX secolo di Pietro Scavini, redatto nel solco della tradizione filosofica di de' Liguori.

## Contenuto
Il contenuto dei nove volumi è il seguente:
1. Volume 1: Prefazione (dissertatio prolegomena), sulla coscienza, sulle leggi, sulle virtù teologali e sul primo comandamento.
2. Volume 2: Dei comandamenti II, III, IV, V, VI, IX e VII, della giustizia e delle leggi.
3. Volume 3: Sui contratti, sui comandamenti VIII, IX (nuovamente) e X, sui precetti della Chiesa e sui precetti della persona.
4. Volume 4: Delle ore canoniche, delle azioni umane, dei peccati, dei sacramenti in generale, del Battesimo e della Confermazione.
5. Volume 5: Dell'eucaristia, del sacrificio della messa e della Penitenza.
6. Volume 6  Della penitenza (continuazione), dell'Estrema unzione, degli ordini sacri e del Matrimonio
7. Volume 7: Del Matrimonio (continuazione), dei giudizi e irregolarità
8. Volume 8: Sulla pratica delle confessioni, esame degli ordinandi, sommario delle dottrine morali e dei canoni dalle opere di Benedetto XIV
9. Volume 9: Decreti episcopali, appendici, indice generale.

Dopo la morte dell'autore, sono state pubblicate molte altre edizioni, inclusa un'edizione inglese in parte completata dalla Mediatrix Press, il cui primo volume è stato pubblicato nel 2017. Le edizioni sono spesso arricchite da documenti introduttivi che fanno riferimento alla vita del santo, alla sua beatificazione e canonizzazione, alla proclamazione a dottore della Chiesa.

## Posizioni sull'aborto
La Theologia Moralis è un'opera importante per conoscere la posizione di de' Liguori sull'aborto.
Egli sviluppa la sua posizione sull'aborto cosiddetto “terapeutico”, sostenendo che in situazioni eccezionali in cui la vita della madre si trova in grave pericolo, può essere moralmente giustificabile ricorrere all'aborto per salvarle la vita. In questo caso l’aborto non è peccato mortale.
L'autore giudicò sempre moralmente inaccettabile la soppressione della vita del feto. Riconobbe però anche che, nel caso di una madre gravemente malata, era almeno coerente con l'opinione teologica generale somministrare un rimedio volto a salvarle la vita, anche se ciò avesse come conseguenza indiretta l'espulsione del feto: "non è lecito che una madre che non sia in pericolo di morte prenda medicine per espellere un feto, anche inanimato, perché impedire direttamente la vita di un essere umano è un peccato grave, ed un peccato peccato ancora più grave se il feto è animato".
Nei suoi scritti Alfonso de Liguori affrontò anche la questione della differenza tra feti muniti o meno dell'anima. Alcuni autori sostenevano che l'anima fosse infusa da Dio nel corpo fin dal primo istante del concepimento, mentre secondo la Chiesa dell'epoca l'aborto era irregolare e punito con la scomunica 40 giorni dopo il concepimento, data a partire dalla quale si riteneva che il feto fosse animato ed una creatura umana a tutti gli effetti.